# Exoneuridia oriola
Exoneuridia oriola är en biart som först beskrevs av Warncke 1979.  Exoneuridia oriola ingår i släktet Exoneuridia och familjen långtungebin. Inga underarter finns listade i Catalogue of Life.